# Новый Стародуб
Но́вый Староду́б (укр. Новий Стародуб) — село в Петровской поселковой общине Александрийского района Кировоградской области Украины.
До 1923 года был центром Новостародубской волости Александрийского уезда. В 1923—1926 годах — центр Новостародубского района Александрийского (позднее — Криворожского) округа Екатеринославской губернии. До 2020 года село входило в Петровский район
Население 2024 года составляло около 4 тысяч человек. Почтовый индекс — 28310. Телефонный код — 5237. Код КОАТУУ — 3524983701.

## Известные уроженцы
- Лубенец, Григорий Кузьмич — советский украинский государственный деятель. Министр строительства Украинской ССР (1963—1967), Министр строительства предприятий тяжёлой индустрии Украинской ССР (1967—?).
- Матяш, Никита Маркович — Герой Социалистического Труда.
- Погорелов, Семён Алексеевич — Герой Советского Союза.
- Степняк-Кравчинский, Сергей Михайлович — революционер-народник, писатель и публицист.
- Стець, Павел Денисович — украинский советский металлург, изобретатель СССР.